# Ноха
Ноха (ісп. Noja) — муніципалітет в Іспанії, у складі автономної спільноти Кантабрія. Населення — 2635 осіб (2009).
Муніципалітет розташований на відстані близько 340 км на північ від Мадрида, 23 км на схід від Сантандера.

## Демографія
Динаміка населення (INE ):

## Галерея зображень

Розташування муніципалітету
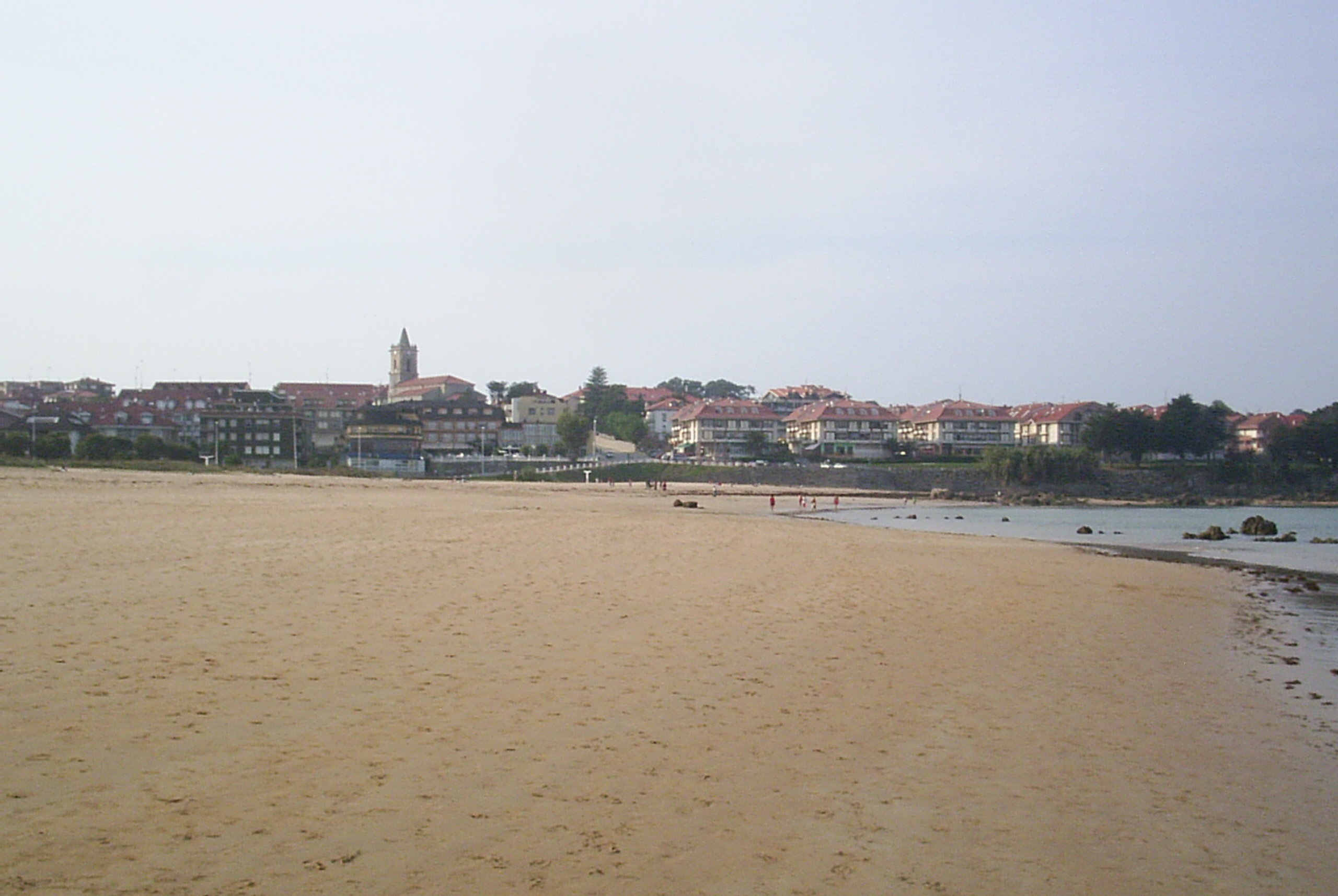
Ноха